# Metsküla (Lihula)
Metsküla – wieś w Estonii, w prowincji Lääne, w gminie Lihula.